# Marlo Stanfield
Marlo Stanfield es un personaje ficticio en el drama televisivo de HBO The Wire, interpretado por el actor Jamie Hector. Stanfield es un joven gánster ambicioso, inteligente y despiadado, y líder de la eponímica Organización Stanfield en el comercio de drogas de Baltimore. La organización de Marlo comienza siendo de poca monta, compitiendo con la más grande Organización Barksdale, pero rápidamente asciende hasta la cima del comercio de drogas de Baltimore.
Un tema recurrente en la caracterización de Marlo es su exigencia de respeto incondicional, que prevalece sobre cualquier otra consideración. Con frecuencia ordena la muerte de aquellos que le faltan al respeto o socavan su nombre en las calles, y es posiblemente el más despiadado y violento de los capos de la droga retratados en The Wire. En 2016, Rolling Stone lo clasificó en el puesto número 2 de su lista de los "40 mejores villanos de la televisión de todos los tiempos".

## Antecedentes del personaje y relaciones en la trama
Los antecedentes de Marlo antes de su imperio de drogas son en gran parte desconocidos. Fue un sospechoso anterior en un caso sin resolver de Vernon Holley. Holley creía que Marlo había matado a su único testigo, así como a las víctimas originales, pero no se pudo encontrar evidencia que lo incriminara. La Organización Barksdale ya tenía todo el territorio privilegiado en el lado oeste en forma de torres de viviendas públicas, y Avon Barksdale tenía poco interés en las esquinas de las calles.
La regla y reputación establecida de Marlo solo son notadas por los traficantes y soldados de Barksdale cuando el Ayuntamiento demuele las torres, y Avon desea volver a sus raíces en las calles, lo que desencadena una guerra total por el mejor territorio del lado oeste.

### Temporada 3
Marlo es introducido en la tercera temporada como un jugador emergente de drogas que controla muchas esquinas en West Baltimore. Marlo y su principal ejecutor, Chris Partlow, libran una guerra con la pandilla Barksdale por este territorio. La ambición de Marlo es lograr el control total del comercio de drogas en West Baltimore.
Después de la demolición de los edificios de su proyecto, la Organización Barksdale se acerca a Marlo a través de Bodie Broadus para discutir el reparto del territorio a cambio de un suministro de la heroína de alta calidad de los Barksdale. Marlo se niega a reconocer a Bodie, quien ha establecido su propia pandilla dentro del territorio establecido por la Organización Stanfield, e insiste en que Bodie retire a su gente. Más tarde, Marlo ordena a uno de sus traficantes, Fruit, y su pandilla que golpeen a la pandilla de Bodie, demostrando que Marlo no se va a dejar pisotear y permitir que la organización Barksdale se adueñe de su territorio.
Stringer Bell visita personalmente a Marlo para tratar de convencerlo de unirse al New Day Co-Op, un grupo de traficantes de drogas de Baltimore que compran paquetes de narcóticos juntos para obtener un descuento y que intentan reducir la violencia de su negocio para evitar la atención policial. Marlo escucha a Stringer sin hacer comentarios y poco después de que Stringer se va, le dice a Chris que se preparen para la guerra.
Sin que Marlo y Stringer lo sepan, su reunión ha sido observada por Kima Greggs y Jimmy McNulty, aunque inicialmente asumen que Marlo está trabajando para la organización Barksdale como muchas otras pandillas en el lado oeste. Greggs y McNulty visitan la División de Homicidios para obtener más información sobre Marlo y descubren que Vernon Holley lo investigó por un asesinato. Holley había construido un caso contra Marlo utilizando un testigo clave que fue asesinado antes de que el caso llegara a juicio. Holley cree que Marlo mató al testigo y describe a Marlo como "el hijo del diablo". Cuando un intento fallido de asalto de los Barksdale a una esquina de Stanfield resulta en la muerte de dos soldados de los Barksdale, la Unidad de Delitos Mayores se da cuenta de que la pandilla de Marlo es independiente de la organización Barksdale y que las dos pandillas están en guerra.
El asalto ha sido desencadenado por la libertad condicional de Avon y su enfoque más confrontacional de la guerra territorial en comparación con Stringer. Marlo cree que el asalto fallido muestra una falta de fuerza en la organización Barksdale y discute esto con Chris y Vinson. Avon ordena un segundo ataque, llevado a cabo por Dennis "Cutty" Wise y Slim Charles, en el que muere un traficante de Stanfield llamado Boo y Fruit escapa después de que Cutty vacila.
Marlo finge una retirada y luego organiza ataques de represalia contra el territorio de los Barksdale. Snoop mata al soldado de los Barksdale Rico en un ataque en coche en la esquina de Poot Carr. Avon responde contratando a una mujer llamada Devonne para seducir a Marlo y atraerlo a una reunión. Aunque Marlo tiene relaciones sexuales con Devonne, se vuelve sospechoso de ella. Antes de su próxima reunión acordada, Marlo envía a Chris y a Snoop a investigar la ubicación.
Chris ve una camioneta que responde a la presencia de Devonne y deduce correctamente que la reunión es una trampa. Chris hace que su conductor se acerque al vehículo de los Barksdale y dispara con una escopeta a través de una ventana lateral, hiriendo a Avon y matando a otro soldado de los Barksdale llamado Tater. Marlo y Chris luego localizan a Devonne en su casa, donde Marlo la mata personalmente disparándole una vez en cada pecho y luego en la boca.
Avon responde ordenando más ataques. Un ataque liderado por Slim Charles mata a dos soldados de Stanfield.
Cuando asesinan a Stringer Bell, la policía y las pandillas de drogas asumen que Marlo es responsable. En realidad, Avon facilitó su muerte al proporcionar información sobre el paradero de Stringer a Brother Mouzone (y a su vez a Omar Little).
Marlo y Chris casi son asesinados cuando Slim Charles los localiza. La Unidad de Delitos Mayores, siguiendo una pista que Stringer había dado al Mayor Colvin, asalta el arsenal de los Barksdale. Slim Charles llama a refuerzos, pero Avon y sus soldados son arrestados.
Al final de la tercera temporada, Avon es condenado por violaciones de libertad condicional (y posiblemente por conspiración). Marlo y Chris asisten a su audiencia de sentencia. Avon reconoce a Marlo, aceptando así que la corona ha sido traspasada.

### Temporada 4
Marlo comienza la cuarta temporada controlando todo el mejor territorio en el oeste de Baltimore. Protege sin piedad su territorio a través de Chris y Snoop, quienes matan a los objetivos por orden de Marlo y esconden los cuerpos en edificios abandonados. Cuando uno de los jefes de pandilla de Marlo, Fruit, es asesinado por un traficante de la pandilla de Bodie, Marlo ordena rápidamente la muerte de Lex, el traficante responsable.
Marlo aumenta su reputación en el vecindario al hacer que Monk Metcalf regale dinero a los niños durante el período de regreso a la escuela. Aunque la mayoría de los niños aceptan gustosamente el dinero, Michael Lee se niega notablemente, mostrando su fuerza de carácter. Marlo mantiene sus propias habilidades y las de sus soldados afiladas al organizar sesiones de práctica de tiro en el bosque.
La Unidad de Delitos Mayores tiene como objetivo a Marlo y comienza a vigilar su organización utilizando escuchas telefónicas, pero no logra vincularlo con ningún asesinato debido a los cuerpos ocultos. Sin embargo, logran grabar a Marlo cuando utiliza el teléfono de Monk para hablar con un subordinado conocido como "Old Face" Andre. Cuando Bill Rawls pone al teniente Charles Marimow a cargo de la UDM por razones políticas, la investigación se estanca debido a que Marimow ordena el cese del rastreo del dinero.
"Proposition Joe" Stewart provoca un conflicto entre Marlo y Omar Little en un intento de demostrar los beneficios de unirse al cártel de drogas de Joe: la New Day Co-Op. Stanfield acepta unirse a la Co-Op para obtener más información sobre Omar y el creciente interés policial en su propia organización. Omar roba un juego de cartas en el que Marlo participa y se encuentran cara a cara. Omar pone un arma en la cara de Marlo y le quita un anillo valioso que Marlo obtuvo de Old Face Andre.
Marlo planea hacer que Omar sea incriminado y asesinado en la cárcel. El plan fracasa y Omar se venga robando un envío completo de narcóticos destinados a la New Day Co-Op. Marlo sospecha de la afirmación de Prop Joe de que el envío ha sido robado y exige algún tipo de satisfacción. Prop Joe accede a organizar una reunión entre Marlo y sus proveedores (Los Griegos). Marlo se reúne con Spiros "Vondas" Vondopoulos y se convence de que Prop Joe no estuvo involucrado en el robo. Marlo comienza a seguir a Vondas para aprender más sobre su papel en la importación de drogas a Baltimore.
Al mismo tiempo, Marlo queda impresionado con el adolescente Michael Lee por enfrentarse a él y cree que Michael sería un buen soldado. Marlo ordena a Chris y Snoop reclutar a Michael. El padrastro abusivo de Michael sale de prisión y Michael, creyendo que nadie más puede ayudarlo, acude a Marlo. Michael acepta unirse a la pandilla de Marlo a cambio de que maten a su padrastro. Marlo instala a Michael y a su hermano Bug en un apartamento y le da a Michael su propia esquina, con Duquan "Dukie" Weems y Kenard trabajando para él. Cuando Lester Freamon finalmente descubre las "tumbas" de Marlo en las casas vacías, comienza una masiva investigación policial y la Unidad de Delitos Mayores restablecida vuelve a investigar a Marlo.

### Temporada 5
Después de ser investigado durante más de un año, Marlo y su gente son extremadamente cautelosos al comunicarse entre ellos. Solo hablan cara a cara y a menudo conducen por toda la ciudad para perder cualquier cola antes de llegar al lugar de reunión. Eventualmente, la investigación de la Unidad de Delitos Mayores es cerrada por el alcalde Tommy Carcetti por razones económicas.
En respuesta, Marlo y su pandilla se relajan en su rutina, convencidos de que han agotado a la policía. Seguros de que no están siendo vigilados, Marlo ordena a Chris y Snoop que lleven a cabo varios asesinatos. Primero los envía a ejecutar a un traficante de drogas llamado Junebug por difundir rumores sobre Marlo y a atacar el territorio de otro traficante de drogas llamado Webster Franklin, hasta que Franklin acepta tomar el paquete de Stanfield. Marlo también ordena a Chris y Snoop que encuentren y maten a Omar, quien ha dejado Baltimore y se ha retirado de robar a traficantes de drogas.
Marlo planea apropiarse de manera intimidante del suministro y control de la New Day Co-Op de Prop Joe. Marlo tiene como objetivo establecer una relación directa con Spiros y la organización de tráfico de drogas de Los Griegos. Marlo hace que Chris investigue el caso del puerto en el juzgado y luego soborna al ex soldado griego Sergei Malatov depositando dinero en su cuenta de la cantina en MCI Jessup, con el fin de ser incluido en su lista de visitantes. Marlo va a visitar a Malatov, esperando establecer una línea directa con Vondas, pero se encuentra con la oposición de Avon.
Avon declara que no tiene malas intenciones hacia Marlo y aprecia su ambición de establecer el dominio en el lado oeste sobre la Co-Op de Proposition Joe. Sin embargo, Avon le recuerda a Marlo que sigue siendo un hombre de formidable reputación y se considera una figura de autoridad en la prisión. Le dice a Marlo que todos los negocios en Jessup deben pasar por él y exige que Marlo pague $100,000 a su hermana para tener acceso a Sergei. Marlo realiza el pago y Avon le concede acceso a Sergei. Sergei muestra falta de respeto hacia Marlo, pero Avon logra convencerlo de ayudar a Marlo a llegar a Vondas.
Marlo recibe instrucciones de dirigirse al Diner de Little Johnny, la sede de Los Griegos. Entrega un maletín de dinero al camarero, Andreas, y le dice que informe a Vondas de su deseo de reunirse.
Marlo busca la orientación de Prop Joe en el lavado de dinero mientras se prepara para derrocarlo. Prop Joe le presenta a Marlo a un pastor que tiene relaciones con organizaciones benéficas en el extranjero que utiliza para lavar dinero a cambio de una tarifa de donación del diez por ciento.
Cuando Marlo se reúne con Vondas, este está disgustado porque Marlo le ha presentado dinero sucio de la calle. Marlo vuelve a Prop Joe para limpiar su dinero. Marlo luego deja el dinero limpio en Little Johnny's, diciéndole al camarero que informe a Vondas que no quiso faltarle al respeto. Después, Marlo hace un viaje al banco extraterritorial en las Antillas para asegurarse de que su dinero lavado esté seguro.
Marlo se entera sobre el confidente de Omar, Butchie, a través del sobrino de Prop Joe, Cheese. Marlo hace que Chris y Snoop torturen y maten a Butchie. Dejan a un testigo para asegurarse de que la noticia llegue a Omar, pero Snoop está preocupado de que estén provocando a Omar sin tener idea de cómo encontrarlo.
Marlo también hace que Prop Joe lo presente al abogado defensor Maurice Levy para que lo ayude con el lavado de dinero. Luego, Marlo regresa a Vondas y convence a Los Griegos de que lo consideren como un seguro en caso de que algo le suceda a Prop Joe.
Marlo percibe una creciente división entre Cheese y Prop Joe, y busca sacar provecho de ello. Después de que Cheese discute con un rival llamado Hungry Man en una reunión de la Co-Op, Marlo ve su oportunidad. Hace que Chris y Snoop secuestren a Hungry Man y lo entreguen a Cheese. Marlo le pide a Cheese que traicione a Prop Joe a cambio. Cheese deja a Prop Joe desprotegido en su casa, y Marlo lo atrapa allí. Marlo observa mientras Chris le dispara a Joe en la nuca.
Marlo asume el puesto de Proposition Joe como distribuidor de narcóticos de Los Griegos en Baltimore. Marlo recibe un teléfono y Vondas le muestra cómo comunicarse con Los Griegos sin hablar; el teléfono se utiliza para enviar imágenes de caras de reloj que están codificadas para indicar lugares de reunión. Marlo planea visitar Atlantic City, Nueva Jersey para celebrar su victoria, pero Chris le recuerda que deben mantenerse ocultos hasta que se ocupe de Omar. Chris se prepara para emboscar a Omar en el apartamento de Monk, pero Omar escapa saltando desde el balcón.
Marlo continúa utilizando a Levy para lavar dinero y le da a Levy su nuevo número de teléfono celular. El investigador de defensa de Levy, Thomas "Herc" Hauk, copia el número después del horario de trabajo y se lo pasa a Ellis Carver, lo que finalmente resulta en que Freamon establezca una escucha telefónica ilegal.
En la siguiente reunión de la Co-Op, Marlo informa a la Co-Op que él fue el responsable del asesinato de Prop Joe porque Joe había intentado atacar a Omar, y Omar había respondido matando a Joe. Luego, Marlo asume el control: nombra a Cheese jefe de distribución en el lado este y a Monk en el lado oeste. Marlo aumenta tanto la recompensa por Omar como el costo del producto, y establece que no habrá más reuniones grupales; en su lugar, los miembros tendrán que mantener sus problemas para sí mismos o reunirse solo con Stanfield.
Chris reúne a su gente para buscar a Omar, pero Omar los elude y sigue siendo una molestia para la Organización Stanfield. Omar luego roba un envío de dinero y hiere a un soldado de Stanfield. Omar también roba una casa de Marlo, donde mata a un matón llamado Manny, y más tarde mata a Savino Bratton.
Omar es finalmente asesinado por Kenard. Entre las posesiones de Omar se encuentra una lista de personal de Stanfield, que se le entrega a Freamon y le permite establecer la conexión entre Marlo y Cheese.
Eventualmente, Leander Sydnor descifra el código de los relojes, y la policía puede seguir a Chris hasta un importante suministro de Los Griegos utilizando las pruebas de su escucha telefónica ilegal. Monk es arrestado con grandes cantidades de drogas, y Marlo, Partlow y Cheese son arrestados por conspiración para suministrar narcóticos. Chris también tiene una orden de arresto por asesinato contra Devar Manigault.
Marlo cree que Michael Lee puede ser la fuente de información mencionada en las órdenes de arresto, ya que Manigault era el padrastro de Michael. Marlo ordena a Snoop que mate a Michael, pero Michael se da cuenta de que lo están tendiendo una trampa y mata a Snoop primero. Marlo está furioso cuando se entera de que Omar había estado atacando su reputación en las calles y insiste en que, cuando sea liberado, restablecerá su nombre.
Levy percibe que el momento de los arrestos fue demasiado pronto después del arresto inicial de Monk y deduce que la policía utilizó vigilancia ilegal. Al percibir la renuencia del estado a llevar las pruebas comprometidas a juicio, Levy negocia un acuerdo para Marlo: Marlo quedará libre con los cargos suspendidos en el expediente estatal, pero enfrentará persecución si vuelve al tráfico de drogas. Chris enfrentará cadena perpetua sin posibilidad de libertad condicional y tendrá que declararse culpable de todos los asesinatos en las casas abandonadas. Monk enfrenta una larga condena como parte de un acuerdo de culpabilidad sin posibilidad de fianza. Cheese también enfrenta una larga condena, pero se le otorga la libertad bajo fianza, por lo que Marlo le ordena a Cheese que mate a Michael.
Marlo sostiene una reunión con dos miembros de la Co-Op (incluido Fat-Face Rick y Slim Charles) desde la prisión y les ofrece venderles la conexión con Los Griegos por 10 millones de dólares, afirmando que planea convertirse en un hombre de negocios. La Co-Op recauda los fondos, pero Slim Charles asesina a Cheese en venganza por la traición de Cheese a Proposition Joe antes de que pueda llevar a cabo la orden de Marlo. Fat-Face Rick y Slim Charles asumen el control de la conexión.
Después de ser liberado, Levy lo presenta a desarrolladores de propiedades y otros prominentes hombres de negocios de Baltimore en un evento nocturno. Sin embargo, Marlo se retira discretamente del evento y se acerca a dos jóvenes traficantes de esquina, quienes están hablando sobre Omar y mitificando su muerte, y provoca una pelea preguntando: "¿Sabes quién soy?", la respuesta evidentemente es que no lo saben. Uno de los chicos está armado con una pistola y el otro con un cuchillo, pero Marlo logra ahuyentarlos. En la refriega, Marlo resulta herido en el brazo y se queda solo en la esquina, mirando las calles que alguna vez gobernó.

## Análisis
Jamie Hector ha comentado que ve al personaje esforzándose por obtener poder en lugar de lucro y deleitándose en el uso de ese poder sobre los demás. El creador de la serie, David Simon, también ha comentado que Stanfield está impulsado por un deseo de poder totalitario. Hector ha dicho que gran parte de su interpretación se basa en tratar de capturar a Stanfield como un hombre de poder y economía utilizando movimientos y discursos minimalistas.
Cuando el crítico Alan Sepinwall entrevistó a Simon sobre el destino del personaje, Simon dijo que considera que el destino de Stanfield es una especie de justicia, ya que se le corta su poder y reputación. Sepinwall elogió el final de Stanfield por desafiar las expectativas de los espectadores de ver al personaje encarcelado o asesinado en las calles.
Simon también comentó que el final estaba destinado a ser irónico, ya que Stanfield obtiene todo lo que su antiguo rival Stringer Bell deseaba (en términos de convertirse en un empresario legítimo y respetado), pero no lo valora. Simon también ha dicho que el final del personaje fue deliberadamente ambiguo.

## Orígenes en la vida real
En la década de 1980 Timmirror Stanfield era un importante traficante de drogas de Baltimore. En 1986, Stanfield tenía 25 años y dirigía una pandilla que incluía a más de 50 miembros. La pandilla Stanfield controlaba el área de Westport en el sur de Baltimore y el proyecto de viviendas de Murphy Homes en el oeste de Baltimore.
La pandilla cometió múltiples asesinatos y llamó la atención de las autoridades, que lograron persuadir a 15 testigos para que testificaran. El núcleo de la pandilla fue condenado. Este criminal de la vida real forma la base de los orígenes del personaje, al tiempo que enfatiza el aumento de la brutalidad desde el comercio de heroína estadounidense de la década de 1970 hasta el comercio de cocaína crack de la década de 1980.[cita requerida]